# Sara Haupt
Sara Catharina Haupt, född Thuring 15 juli 1759 i Stockholm, död där 3 april 1830, var en svensk möbeltillverkare. Hon drev den berömda Haupts möbelverkstad efter sin make Georg Haupt 1784-1789 och 1800-1830.

## Biografi
Sara Haupt var dotter till gelbgjutaren Carl Thuring och Maria Catharina Hasselgren. Hon gifte sig 16 september 1779 i Stockhlom (Klara) med Georg Haupt. 
Efter Georg Haupts död 1784 drev hon vidare den berömda Haupt möbelverkstad hjälp av gesällerna Petter Kyhlberg och Gustaf Adolf Ditzinger, som i tur och ordning fungerade som hennes verkgesäll, fram till dess att hon 1789 gifte sig med Ditzinger. Efter Ditzingers död år 1800 drev hon åter verkstaden till sin egen död. 
Sara Haupt är huvudperson i romanen Den konserverade änkan av Hélène Gullberg (2020).